# District de Cai Lậy
Cai Lậy est un district de la province de Tiền Giang dans la delta du Mékong au sud du Viêt Nam. 

## Géographie
La superficie de Cai Lậy est de 296 km². 
Le chef lieu du district est Bình Phú.